# Psittacula eques
Il parrocchetto di Mauritius (Psittacula eques (Boddaert, 1783)) è un uccello della famiglia degli Psittaculidi, endemico delle isole Mascarene.

## Descrizione
Molto simile al parrocchetto dal collare, si differenzia da quest'ultimo per una maggiore intensità del verde, per la banda nera che va dal becco al collo (in entrambi i sessi), per il collare rosa e la nuca blu (nel maschio), per il collare verde-giallastro e la nuca verde (nella femmina).

## Biologia
È un uccello tranquillo, timido e silenzioso che passa gran parte del suo tempo appollaiato sulla cima degli alberi.

## Distribuzione e habitat
Un tempo presente anche sull isola di Réunion, questa specie sopravvive attualmente solo sull'isola di Mauritius.

## Conservazione
La IUCN Red List classifica Psittacula eques come specie in pericolo di estinzione (Endangered).
Le principali minacce alla sua sopravvivenza sono la competizione con il parrocchetto dal collare introdotto dall'uomo, la predazione dei nidi da parte delle scimmie, le catture e i frequenti cicloni che spazzano via i vecchi alberi cavi dove nidifica.
Nel 1975 si contavano in natura meno di 50 soggetti che si ridussero a poco più di una decina negli anni ottanta. Oggi grazie ai programmi di conservazione e grazie all'impegno del WPT (World Parrot Trust) sembra che la specie sia in ripresa: nel 2012 è stata censita una popolazione di 580 esemplari.
Parte del suo areale è protetto all'interno del Parco nazionale delle gole del Fiume Nero.